# Shu Han
Shu Han (蜀汉; Shǔ Hàn) även Kungariket Shu, var ett kungadöme under perioden de tre kungadömena i Kina. Riket existerade 221 till 263. De andra två riken var Cao Wei i centrala Kina och Östra Wu i östra och sydöstra Kina. Kungadömet grundades 221 av Liu Bei som utropade sig själv till kejsare efter Handynastin fall. Shu Han hade sin kärnområde i vad som idag främst är provinsen Sichuan, ett område som tidigare hette Shu. 

## Regentlängd
| Nr | Personnamn    | Postumt namn           | Regeringstid | Regeringsperiod                                                                |
| -- | ------------- | ---------------------- | ------------ | ------------------------------------------------------------------------------ |
| 1  | Liu Bei 劉備  | Shu Zhaoliedi 蜀昭烈帝 | 221 ↓ 222    | Zhangwu 章武 221–222                                                           |
| 2  | Liu Shan 劉禪 | Hertig av Anle 安樂公  | 223 ↓ 263    | Jianxing 建興 223–237 Yanxi 延熙 238–257 Jingyao 景耀 258–262 Yanxing 炎興 263 |